# Anthony Cambo
Anthony Ernesto Cambo (Miami, 25 maart 1999) is een Amerikaans basketballer.

## Carrière
Cambo speelde in het seizoen 2018/19 voor de 305 Ballers uit de ABA. Hij ging in 2020 spelen voor de Spaanse derdeklasser CB Cornellà. In 2021 nadat zijn vader Ernesto Cambo de Grises de Humacao kocht, speelde hij twee seizoenen voor hen. Hij keerde in 2022 terug naar de Spaanse derdeklasser CB Cornellà. 
In december 2022 verliet hij de club nadat zijn vader ditmaal de Belgische eersteklasser Liège Basket had gekocht. Hij speelde twee seizoenen voor de Belgische eersteklasser en verliet de club net zoals zijn vader na het seizoen 2023/24. Hij speelde in de zomer nog wel voor de 305 Ballers in The Basketball Tournament. Hij speelde ook in 2023 in die competitie maar dan voor de Athletics Miami, beide ploegen bestonden ook uit spelers van een van de twee ploegen van zijn vader.

## Privéleven
Zijn vader is spelersmakelaar Ernesto Cambo die ook eigenaar was van de Grises de Humacao en Liège Basket.